# Estación Fátima
Fátima es una estación ferroviaria ubicada en la ciudad homónima, Provincia de Buenos Aires, Argentina. Pertenece al Ferrocarril General Urquiza de la red ferroviaria argentina.

## Servicios
La sección Lacroze - Rojas tuvo servicio de pasajeros, conocido popularmente como el "Federico", hasta noviembre de 1993[cita requerida]. El último servicio de cargas se registró en el año 1998[cita requerida]. Actualmente el ramal completo se encuentra sin tráfico y en estado de abandono, aunque circulan zorras de la Asociación Amigos del Urquiza utilizadas para la preservación de la traza.

## Historia
Fue conocida como Empalme Fátima o Empalme Lacroze (su antiguo nombre), debido a su condición de empalme del ramal a la ciudad de Rojas y la estación Cuatro de Febrero (Santa Fe); es por ello que consta de andén isla (de transferencia).